# 米西奧內斯省 (巴拉圭)
米西奧內斯省 （Misiones）是巴拉圭的一個省，位於該國南部，隔巴拉那河與阿根廷相望。面積9,556 平方公里，2002年人口103,633人。首府聖胡安包蒂斯塔。
下分10縣。省名取自17-18世紀時期耶穌會在當地建立的聚落。